# Jeanne Champillou
Jeanne Champillou, née le 4 avril 1897 à Saint-Jean-le-Blanc (Loiret) et morte le 22 mai 1978 à Orléans, est une artiste peintre, graveuse et céramiste française.
L'œuvre de l'artiste est orientée autour de la tradition de l’imagerie populaire dans l'Orléanais. Elle est la créatrice d'objets usuels et décoratifs, de décors architecturaux pour des bâtiments publics, des édifices religieux et des demeures privées.
La majeure partie de son œuvre se trouve dans le Loiret et, dans une moindre mesure, dans les départements limitrophes, en région parisienne, dans le Nord et à l’étranger.

## Biographie

### Famille
Jeanne Champillou naît le 4 avril 1897 à Saint-Jean-le-Blanc, au Sud-est d'Orléans. Elle est issue d’une famille de vignerons de l’Orléanais du côté paternel et d'artisans menuisiers tourangeaux du côté maternel.

### Formation
Elle suit sa scolarité dans une école dirigée par la communauté religieuse des Sœurs de Saint-Denis-en-Val (commune limitrophe de Saint-Jean-de-Blanc). En 1904, la France et le Vatican rompent leurs relations diplomatiques dans le contexte de la préparation de la loi de séparation des Églises et de l'État ; l'école où Jeanne est scolarisée est fermée et transférée dans la commune belge de Comines. La famille Champillou choisit d'y placer Jeanne et sa sœur cadette en pension. Jeanne y apprend notamment le piano.
Elle obtient son brevet à Lille peu avant la Première Guerre mondiale en 1913,.
Elle perfectionne son apprentissage du piano à son retour dans le Loiret à l’école de musique d’Orléans. Cette compétence lui permet de vivre de leçons particulières de piano données à son domicile à partir de 1916,. Elle exerce cette profession jusqu'en 1947.
Malgré son attirance pour le dessin, elle renonce à l’école des beaux-arts d'Orléans pour des raisons économiques et entreprend de se former seule.
En 1916, elle est initiée à la gravure par Kralicek, un artiste d’origine tchèque blessé de guerre et, dans les années suivantes, elle se perfectionne avec un graveur solognot domicilié à Jouy-le-Potier, Maurice Bastide du Lude, qui lui apprend la technique de l’eau-forte dans son atelier au château du Lude et met sa presse à sa disposition.

### Carrière artistique
Elle commence à pratiquer la gravure à partir de 1919. Dès ses premières créations, elle manifeste un goût pour les scènes intimistes. Elle est influencée par les peintres graveurs français réalistes ou naturalistes, comme Bonvin ou Flameng. Elle s'inspire de scènes de la vie quotidienne à la campagne : les marchés, les petits artisans au travail.
Pendant les années 1920 et 1930, Jeanne Champillou parcourt à bicyclette les campagnes orléanaises, réalisant des portraits de paysans et des scènes de moisson ou de vendange. 
Sa première exposition a lieu en 1920, aux Artistes Orléanais : elle y montre peintures, aquarelles et gravures.
Elle expose régulièrement à Orléans et grave, au cours de sa vie, plus de 400 planches.
Au début de la Seconde Guerre mondiale, elle s'exile dans la région naturelle de la Sologne à Sennely. Elle regagne sa maison orléanaise lors de l'occupation allemande.
En 1947, grâce aux profits de ses dernières expositions qui lui permettent d'acheter un four, elle se lance dans la céramique, art qui va désormais occuper l'essentiel de son temps,. Elle ouvre à cet effet l'atelier du Clos de Joÿe dans le faubourg Bannier à Orléans avec Aimé Henry, un décorateur de théâtre avec qui elle collabore durant huit ans,.
En plus de la céramique, elle réalise de nombreux travaux architecturaux comme la décoration de l'école de Lamotte-Beuvron, celle de l'église Notre-Dame des Miracles d'Orléans, ainsi que deux chemins de croix dans les Flandres (à Bergues et à Lederzeele) et quatre statues de l'église de Gien.
En 1977, la collégiale Saint-Pierre-le-Puellier d'Orléans lui consacre une grande rétrospective. Elle y reçoit des mains du maire la médaille de la ville.
La même année, le livre Le Clos de Joÿe, reprenant ses plus belles gravures, est publié dans la collection « Autoportrait d'un graveur », aux éditions Alphonse-Marré.

### Mort et postérité
Elle meurt le 22 mai 1978 à Orléans à l'âge de 81 ans. Elle disait « Ma vie et mon art sont en rapport direct avec la Terre ».
Le jour de sa mort, l'association Le Clos de Joÿe est créée par un groupe de ses amis pour assurer son héritage. Elle publie le livre L'œuvre gravée reprenant l'ensemble des gravures de Jeanne Champillou.
La plupart de ses œuvres sont conservées à Orléans. Certaines, cependant, appartiennent à des musées de Paris, Chartres (France) et Milan (Italie),.

## Liste des œuvres

### Peintures
- Paysage, huile sur toile 21x32cm (don de l'Etat en 1938)[15]
- Chemin creux - Moulin du Bac, Aquarelle 25x30.5cm (acquis par la Ville d'Orléans)[16]

### Gravures
- Le berger, pointe sèche 22x25.5cm[17]
- Les poulains, pointe sèche 19.5x26.5cm[18]
- Labours de la plaine à Saint Cyr en Val, Eau-forte 21.7x31.8cm[19]
- Le pommier dans les vignes, Eau-forte 25.5x34.5cm[20]
- Les vignes - Saint Jean de la Ruelle, Eau-forte 21.8x30cm[21]

### Céramiques

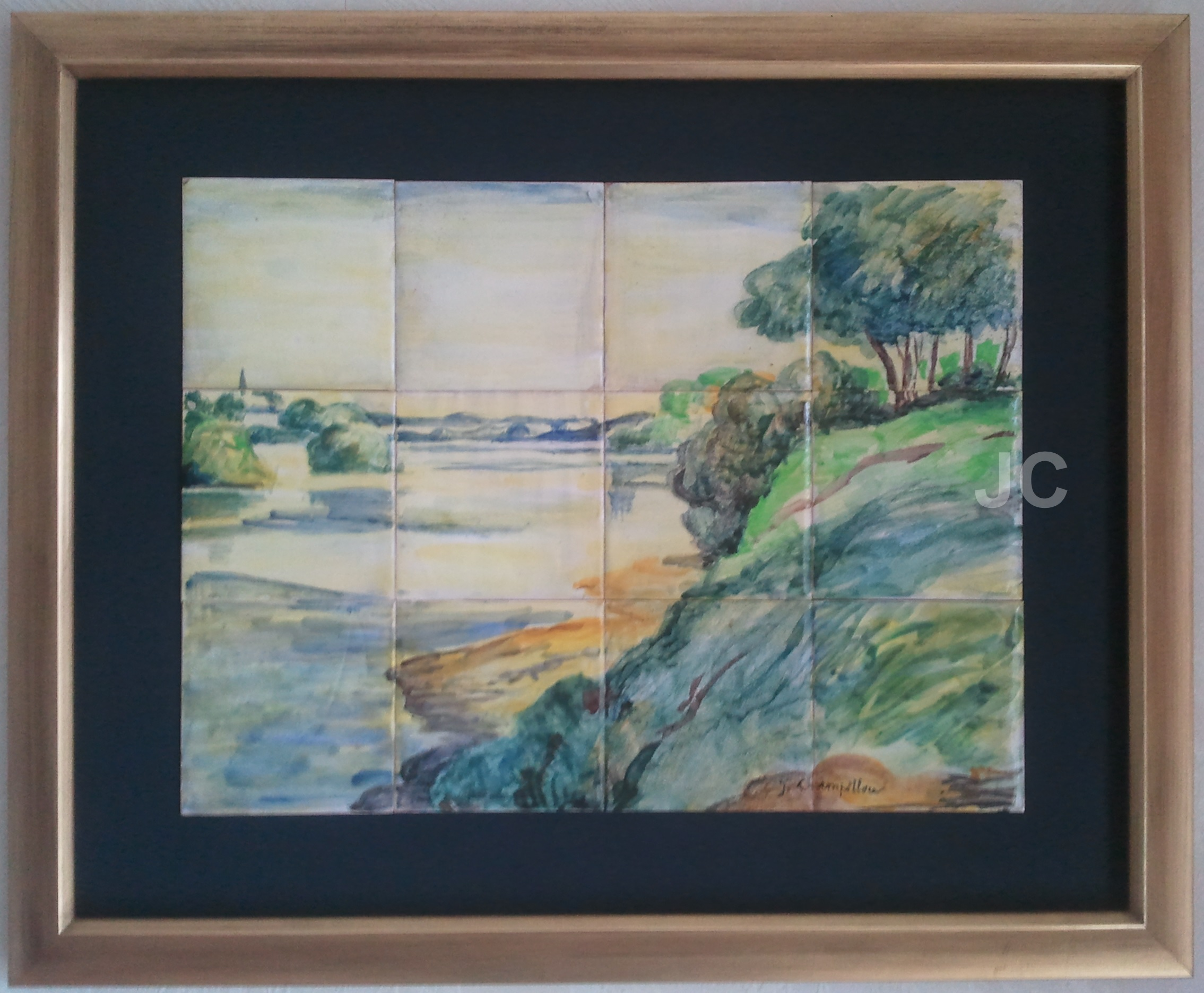
La Loire à la Chapelle Saint-Mesmin (céramique).
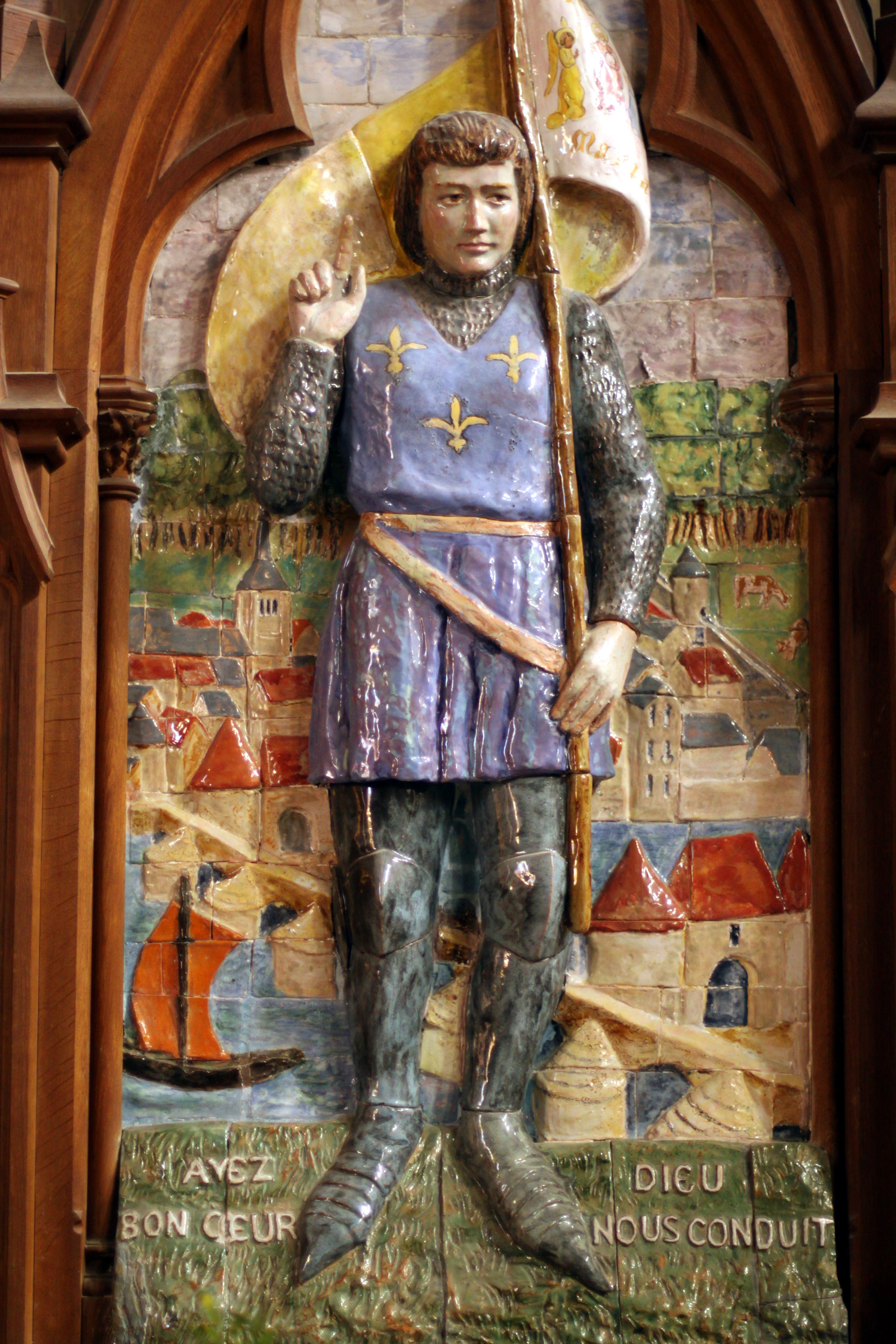
Jeanne d'Arc dans l'église Saint-Étienne de Jargeau (céramique, 1962).

- La Loire à La Chapelle-Saint-Mesmin, plaques de douze carreaux de faïence peints à l'oxyde[22].
- Allégories de la commune, mairie de Saint-Jean-de-Braye (Loiret), 1952[23].
- Plaques décoratives dans les escaliers du magasin des Galeries Lafayette à Orléans (Loiret), 1953[24].
- La vinaigrerie Dessaux Fils passe plusieurs commandes pour le marché international à Aimé Henry et Jeanne Champillou : entre 1948 et 1952, 30 000 pièces d'un moutardier (modèle 1789)[25] ; entre 1951 et 1955, un nombre indéterminé d'un autre modèle de moutardier (modèle 1830)[26]. Certains de ces pots à moutarde sont exposés au musée de la marine de Loire à Châteauneuf-sur-Loire (Loiret)[27] et au musée historique et archéologique de l'Orléanais à Orléans.
- Chemin de croix, l'église Saint-Martin de Bergues, 1959[11].
- Chemin de croix, église Notre-Dame de la Visitation, Lederzeele, 1960[12].
- Jeanne d'Arc, église Saint-Étienne de Jargeau (Loiret), 1962[28].